# 刘髯公旧宅
刘髯公旧宅建于民国时期，是原法国驻华使馆文书、天津法租界工部局侦探长、《新天津报》创始人刘髯公在天津的旧居，坐落于当时的天津意租界（今河北区建国道66号），该建筑目前为天津市文物保护单位和重点保护等级历史风貌建筑。现由天津市木材公司使用。

## 建筑风格
刘髯公旧宅大院总面积为2330.16平方米，为二层砖木结构二层楼房带半地下室，外立面为清水墙面，顶部为瓦屋面坡屋顶并设有老虎窗，建筑一层和二层均设有圆柱外廊，该旧宅共有24个房间并有后楼和塔楼，建筑外部还设有檐柱走廊，该旧居是一座具有折中主义建筑特征的西式别墅。刘髯公旧宅自1956年开始由天津市木材公司所用并经过几次改造，主体建筑外貌基本没有被破坏并保留着窗框和栏杆的原件。